# Kovács Barnabás (geofizikus)
Kovács Barnabás (Csenger, 1962. június 10. –) magyar geofizikus, marketing szakközgazdász, MBA; az MSZP Országos Választmányának volt elnökhelyettese, Pest megyei elnöke.

## Gyerekkor[2]
1962-ben született, szülei ötödik gyerekeként. Élete első 14 évét egy kis szabolcsi faluban, Porcsalmán élte. Itt lakott szüleivel, itt végezte az általános iskolát. A Csörgő Gyula vezette iskolai színjátszó csoport oszlopos tagja. A '70-es évek közepén Ludas Matyi előadásuk Pécsett, az országos diák színjátszó fesztiválon fődíjat kapott. 
„Az öt fiú közül én születtem utoljára. Az ötből ketten – elsőszülött bátyámmal – maradtunk életben, ami az akkori, ottani viszonyok között nem volt nagyon rossz arány. Ennek a magára utalt, találékony világnak a körülményei között, református hagyományokban nőttem fel, a népi baloldalon.”

## Felmenők[2]
A Balogh család I. Lipóttól kapott nemesi rangot 1659-ben. Ebből a családból származott Almási Balogh Pál, aki Kossuth Lajos és Széchenyi István háziorvosaként is ismert. A Balogh család tagjai közül többen vettek részt az 1848-49-es szabadságharcban, egyikük hadnagyként halt hősi halált. 
„Családunk első számon tartott politikusa Kovács György, aki az utolsó tatárjárás idején (1717), Porcsalma egyik vezetője volt. Az ismert történet szerint, amikor híre jött, hogy a tatárok több csapatra szétválva támadják a szatmári falvakat, Kovács György elbújtatta a lakosságot a közeli „kiserdőben”, leverette a tetőket, szalmakazlakkal körberakatta a falut, és felgyújttatta a bálákat. Amikor a tatár csapat odaért, azt gondolták, hogy egy másik egységük már járt ott, és továbbmentek. A környékbeli falvak elpusztultak, Porcsalma azonban megmaradt, és emberélet veszteség nélkül vészelte át a tatár betörést. Kovács György tette emléktáblát kapott a helyi református templomban.” 
 Anyai nagyapja, Balogh László (1890-1966), falusi gazdálkodó, az I. világháború után évekig orosz hadifogságban (Csita) raboskodott. 
 Édesanyja, Balogh Jolán (1929-2007) saját gyerekei elköltözése után állami gondozott gyerekeket nevelt, elsőként a faluban. Több mint 20 állami gondozott kisgyereket nevelt fel és bocsátott útjára. 
 Édesapja, Kovács Gyula (1923-1991) a háború után – orosz fogságból (Novoszibirszk) szabadulva – a magyar kultúrával foglalkozott. A népi színjátszást akarta újjáéleszteni a Mátészalka körüli falvakban. A regnáló hatalom ezt nem nézte jó szemmel, 1951-ben fél évre internálták egy hortobágyi munkatáborba. Hazakerülése után villanyszerelőként dolgozhatott, onnan ment nyugdíjba. 
„Édesanyám ágán erős református hagyományokat, édesapám ágán nyakas, keményfejű, szatmári konokságot örököltem.”

## Tanulmányok[1]
A gimnáziumot humán szakon végezte Nyíregyházán, a Zrínyi Ilona Gimnáziumban (1976-80).  
1986-ban geofizikusként diplomázott a Nehézipari Műszaki Egyetemen (Miskolci Egyetem). 
1993-ban marketing-szakközgazdász diplomát szerzett Budapesten a Külkereskedelmi Főiskolán (Budapesti Gazdasági Egyetem). 
MBA diplomáját 1997-ben szerezte, a Veszprémi Egyetem és az amerikai Case Western Reserve University (CWRU) közös képzésén, vállalatirányítási szakon. 
 Angolul és oroszul beszél. 

## Szakmai pályafutás[1]
1986-ban kezdett dolgozni a magyar szénhidrogén-kutatás emblematikus cégénél, a Geofizikai Kutató Vállalatnál. Kutatócsoport vezetőként alföldi és dunántúli szénhidrogén lelőhelyek szeizmikus módszerekkel történő kutatásának volt a terepi vezetője. 
1993-tól az átalakult vállalat (Geofizikai Szolgáltató Kft.) humánpolitikai, valamint marketing területét vezette (marketing és humánpolitikai igazgatóhelyettes. A több mint ezerfős, MOL tulajdonú vállalat Közép-Európa legnagyobb szeizmikus kutatóvállalatává nőtte ki magát ez idő alatt, külföldön és belföldön is tevékenykedve.
2001-2002-ben a Magyar Autóklub területi igazgatója. Északkelet-Magyarország megyéi tartoztak irányítása alá.
2002-2006 között a magyar élelmiszerek és mezőgazdasági termékek marketingjéért felelős vállalat, a Magyar Agrármarketing Centrum ügyvezető igazgatója. Hozzá kötődik 2005-ben a 74. OMÉK (Országos Mezőgazdasági és Élelmiszeripai Kiállítás és Vásár) megszervezése és lebonyolítása. Magyarország EU-tagként először rendezett ekkora mezőgazdasági kiállítást, több mint 600 kiállító részvételével.
2007-től a 2B Supply Management Kft. ügyvezető igazgatója. A cég a General Electric (GE Hungary Kft.) integrált beszállítója, emellett hazai és külföldi üzleti partnereinek végez beszerzési-gyártási-supply chain management szolgáltatásokat.
„Megtanultam keményen és eredményesen dolgozni. Számomra első a megoldandó feladat, a sikeres teljesítés. Ebben nem ismerek kompromisszumot. Empátiával és korrekt segítőkészséggel közeledek mindenkihez, de a munkakapcsolatokban csak a teljesítmény, az eredmény érdekel.”

## Közéleti szerep
2018-2020 – MSZP Országos Választmány elnökhelyettes
„A demokrácia nem túl bonyolult rendszer. Azon alapszik, hogy az emberek vezetőket, képviselőket választanak a közösségük számára. Akik választanak, azok a "küldők", akiket pedig megválasztanak, azok a "küldöttek". Ezt jelenti a demokrácia. Baj akkor van, ha egy "küldött" elkezdi úgy érezni, hogy ő különb a "küldőknél", azoknál, akik őt az adott tisztségre megválasztották.”
2010-2011, 2019-20 – MSZP Pest megyei Területi Szövetsége elnök
„Sokszor megkérdezik tőlem, hogy mit jelent ma a baloldal, mint jelent ma baloldalinak lenni. Szerintem nem olyan bonyolult a válasz. A mai baloldaliság lényege a védelem.
Védeni azokat, akiknek védelemre van szükségük, akik sérülékenyek, kiszolgáltatottak a jelenlegi gazdasági-politikai rendszerben. 
Egy baloldali párt elsősorban azok pártja, akik a munkájukból élnek, vagy szeretnének megélni. Akik most tanulnak, vagy munkájuk alapján már nyugdíjasok. 
Egy baloldali párt védő párt. Jogvédő, érdekvédő, értékvédő, környezetvédő, szabadságvédő hazafias párt, amely együttműködik a demokratikus mozgalmakkal.”
2002-2019 – Önkormányzati képviselő (Gödöllő), a pénzügyi bizottság elnöke
1998-2014 – Pest megyei közgyűlési képviselő (Környezetvédelmi bizottság, Európai integrációs bizottság, az MSZP képviselőcsoport vezetője)
2002-2014 – Országgyűlési képviselőjelölt (Gödöllői országgyűlési választókerület)
2006, 2019 – Polgármesterjelölt (Gödöllő)
„Olyan önkormányzatot szeretnék, ahol a helyi ügyekre érzékeny önkormányzati képviselők ülnek a testületben, akik a lakosság mindennapi ismerősei. Ahol az eredményességet a lakosság által elérhető közszolgáltatások színvonala minősíti. Ahol a városvezetés nyitott, elérhető, polgáraival folyamatos, közvetlen kapcsolatot tart. Ahol a polgármesternek csak egyetlen feladata, tisztsége van: a településen élő emberek kényelmének, életminőségének, biztonságának folyamatos javítása.”

## Róla mondták
„Kovács Barnabást 2002-ben ismertem meg. Tudom róla, hogy személyes érdekeit sosem fogja a közösség érdekei elé helyezni. Az ő baloldalisága nem hatalomelvű, hanem erkölcsi elvű, személyes baloldaliság”
(Kósa Ferenc filmrendező)
„Kovács Barnabás az általam vezetett minisztérium egyik vállalatának igazgatója volt. Már akkor –és azóta is – értékeltem szakmai tudását, rátermettségét. Azon kevés vállalati vezető közé tartozott, akit beosztottjai is szerettek és nagyra értékeltek”
(Németh Imre Földművelésügyi miniszter)
„Barnabást régóta ismerem. felkészült, profi gazdasági szakember, ideális vezető. A könyvében leírt „tanmeséket” pedig kötelező olvasmánnyá kellene tenni minden sótlan politikus, önmagát túl komolyan vevő pártkatona számára.”
(Keller László államtitkár)

## Könyvei
- Harminckilenc firkás tanmese (2001)
- Hatvannyolc új tanmese (2014)

## Magánélet[2]
Gödöllőn él családjával. Felesége fejlesztő pedagógus, gyerekei Kovács Máté (1992) és Kovács Lili (2001).

## Idézetek
„Én vagyok az, ki követ kőre rak, és hisz a falban rendületlenül.”